# Kładka Barani Skok
Kładka Barani Skok (Obere Ohlesteg) – most położony we Wrocławiu, stanowiący przeprawę przez rzekę Oławę. Zlokalizowany jest w ciągu drogi biegnącej od ulicy Świątnickiej do ulicy Międzyrzeckiej, łączącej osiedla Świątniki i Bierdzany. Ulica ta na znacznym odcinku wyłączona jest z ruchu kołowego i pieszego – przebiega bowiem w tej części przez tereny wodonośne Wrocławia stanowiące główne źródło zaopatrzenia mieszkańców miasta w wodę pitną. Droga i most są dostępne wyłącznie dla obsługi technicznej i innych osób upoważnionych. Most ten stanowi również podstawę dla zamknięć jazu zastawkowego utrzymującego odpowiedni poziom piętrzenia latem na terenach wodonośnych oraz umożliwiającego przepuszczanie wód wezbraniowych przez śluzę wyposażoną w zamknięcia płaskie (dwie zasuwy), przede wszystkim w okresach przedwiosennego przyboru wody. 
Choć w nazwie przeprawy występuje słowo „kładka”, jest to dwuprzęsłowy most drogowy  przyjazowy.